# Antonii Baryshevskyi
Antonii Baryshevskyi es un pianista ucraniano nacido en el año 1988. 

## Trayectoria
Inicia sus estudios en la Academia “M.Lysenko”, para continuar en la Academia Nacional de Música Tchaikovsky con Valeriy Kozlov. Se ha perfeccionado con Daniel Pollack, Lili Dorfman, Offer Ben Amonts, Jan Jirasek y Hans-Joachim Mumeier.
Ha obtenido varios premios en concursos en Ucrania. Cuarto Premio en el Internacional “Remenber Enescu” de Bucarest (1999). Primer Premio en el Internacional “Memorial Vladimir Horowitz” de Kiev (2000). Primer Premio de en Internacional “Richter” (2001) y en “ISAM” (2006). Primer Premio en el “Isidor Bajic” Piano Memorial Competition de Novi Sad, en Serbia (2008). 
Ha ofrecido conciertos en Ucrania, Rusia, Alemania, Estados Unidos, España y Serbia.
También fue el ganador de la 51.ª edición del Concurso Internacional de Piano Premio Jaén.